# Reggenza delle Molucche Sudorientali
La Reggenza delle Molucche Sudorientali (in indonesiano: Kabupaten Maluku Tenggara) è una reggenza dell'Indonesia, situata nella Molucche.
La reggenza comprende le isole Kai, ad eccezione della città di Tual, che è amministrata in maniera indipendente dalla reggenza.